# Ештрела (Амадора)
«Ештрела» (порт. Clube de Futebol Estrela da Amadora) — португальський футбольний клуб з міста Амадора, заснований 1932 року. Через фінансові проблеми в 2011 році призупинив виступи в чемпіонаті Португалії. Домашні матчі проводить на стадіоні «Жозе Гоміш», який вміщує 9 228 глядачів.

## Історія
Футбольний клуб «Ештрела» був заснований групою молодих спортсменів 22 січня 1932 року. Перший матч команда провела проти лісабонського «Пальменсе». Гра закінчилась перемогою амадорців з рахунком 2-1.
Найуспішнішим в історії клубу вважається період тренерства Фернанду Сантуша, майбутнього тренера «Порту», «Спортінга», «Бенфіки» та збірних Греції і Португалії. Під його керівництвом команда в сезоні 1997-98 зайняла в Прімейра-Лізі 7-ме місце (Найкращий результат за 16 сезонів в Прімейрі). Крім цього в сезоні 1989-90 «Ештрела» стала володарем Кубку Португалії, здолавши у матчі-переграванні фіналу «Фаренсе» з рахунком 2-0. В Кубку володарів кубків наступного сезону «Ештрела» вже у другому раунді програла бельгійському «Льєжу» у двоматчевому протистоянні із загальним рахунком 2-1.
В 2011 році клуб спіткали фінансові труднощі. Команда знялася з чемпіонату. В тому ж році для збереження футбольного клубу був створений спортивний клуб «Ештрела». Навесні 2012 року на базі СК була створена футбольна школа, а також секції з настільного тенісу, спортивної риболовлі, легкої атлетики, гімнастики, фехтування та дзюдо.

## Досягнення
- Кубок Португалії
  - Володар (1): 1989-90